# Bársony Péter
Bársony Péter (Budapest, 1975. február 15. –) Liszt Ferenc-díjas brácsaművész.

## Életpályája

### Fiatalkora és tanulmányai
2000-ben szerzett művészdiplomát a Liszt Ferenc Zeneművészeti Egyetem brácsa szakán, ahol Rados Ferenc, Bánfalvi Béla és Konrád György voltak a mesterei.  A párizsi Conservatoire-ban Gérard Caussé növendéke volt. Részt vett Kovács Dénes, Tátrai Vilmos, Kurtág György, Zsigmondy Dénes, Pinchas Zukerman, Hatto Beyerle, Veronica Hagen, és Tóth Zoltán mesterkurzusain.

### Művészi pályafutása
Rendszeresen koncertezik külföldön és belföldön. Kamarapartnerei többek között Adorján András, Baráti Kristóf, Melvin Chen, Csaba Péter, Frankl Péter, Rivka Golani, David Grimal, Gulyás Márta, Alina Ibragimova, Ittzés Gergely, Kelemen Barnabás, Kokas Katalin, Kocsis Zoltán, Nagy Péter, Perényi Miklós, Ránki Dezső, Latica Honda-Rosenberg, Szabadi Vilmos, Onczay Csaba, Várdai István, Vigh Andrea, Wiedemann Bernadett. Számos világhírű vonósnégyessel koncertezett, többek között a Brentano, a Ying, a Miró, a Kelemen és a Kodály Vonósnégyessel.
Rangos nemzetközi fesztiválok, mint a Ravinia Fesztivál (Chicago), a Mostly Mozart (New York), Amadeo (Aachen), Fesztiválakadémia Budapest, Kaposvár Kamarazenei Fesztivál, Arcus Temporum (Pannonhalma) vagy a Schubertiada (Feldkirch) résztvevője. Szólistaként olyan kiváló együttesekhez kapott meghívást, mint a American Symphony Orchestra, a Concerto Budapest, a Budapesti Filharmóniai Társaság, a Liszt Ferenc Kamarazenekar, a Magyar Rádió Szimfonikus Zenekara, Erkel Ferenc Kamarazenekar, az Új Magyar Kamarazenekar vagy a Budapesti Vonósok.
A magyar kortárs zene elkötelezett híve. Évente többször mutat be vagy rendel új művet. Több zeneszerző (Beischer-Matyó Tamás, Dargay Marcell, Durkó Péter, Gyöngyösi Levente, Hollós Máté, Horváth Balázs, Sári József, Tihanyi László, Tornyai Péter, Vajda Gergely) ajánlott neki darabot. Dolgozott Kurtág Györggyel, Eötvös Péterrel, Sofia Gubajdulinával, Fabiano Panisellóval és Steve Reich-hel.
Előszeretettel tűz műsorára elfeledett műveket, magyar és külföldi-, kevésbé ismert szerzők alkotásait. CD-felvételei – melyeknek javarésze világpremier lemez – a Hungaroton gondozásában jelennek meg. 2013-ban szólistaként debütált a világ legjelentősebb koncerttermében, a New York-i Carnegie Hall Stern Auditoriumában, az American Symphony Orchestrával, vezényelt Leon Botstein.
Számos versenygyőzelem és különdíj mellett nagy nemzetközi fesztiválokon is részt vett, többet között Chicagóban és New Yorkban. Alapító tagja az Akadémia- és a Somogyi Vonósnégyeseknek, 1999 és 2000 között a Keller Vonósnégyes tagja, majd 2000-2013 között a Concerto Budapest szólóbrácsása volt. Olyan világhírű együtteseknél vendégeskedett már szólamvezetőként, mint a Budapesti Fesztiválzenekar, Osztrák–Magyar Haydn Zenekar, a Budapesti Filharmóniai Társaság Zenekara, a Le Concert Olympique vagy az Osaka Century Orchestra.

### Oktatói tevékenysége
Jelenleg a Liszt Ferenc Zeneművészeti Egyetem docense, valamint a grazi Zeneművészeti Egyetem professzora. Világszerte több intézményben (többek közt Nagy-Britanniában, az Egyesült Államokban, Németországban, Hong-Kongban, Kínában, Ausztriában, Szlovéniában) tartott már mesterkurzust.

## Díjai, elismerései
Liszt Ferenc-díj (2012) 